# Renato Borghi
Renato de Castro Borghi (Rio de Janeiro, 30 de março de 1937) é um ator e autor brasileiro. Um dos principais integrantes do Teatro Oficina, intérprete vigoroso de papéis marcantes, nos quais sabe introjetar com equilíbrio irreverência e sarcasmo, num estilo todo particular.

## Carreira
Embora carioca, vive em São Paulo, formando-se em direito em 1960, ocasião em que integra o movimento a oficina, grupo amador ligado ao Centro Acadêmico XI de Agosto. Estreia profissionalmente em 1958, no Rio de Janeiro, na montagem de Sergio Cardoso Chá e Simpatia, de Robert Anderson. Em 1959, em São Paulo, participa de A Incubadeira, de José Celso Martinez Corrêa, e, logo a seguir, de A Engrenagem, de Jean-Paul Sartre, direção de José Celso e Augusto Boal. Em 1961, torna-se um dos sócios do Teatro Oficina, onde desempenha ativo papel na condução dos rumos artísticos do empreendimento. Depois de A Vida Impressa em Dólar, de Clifford Odetts, em 1961, torna-se aluno de Eugênio Kusnet, alicerçando conhecimentos de interpretação.
Novamente sob a direção de José Celso Martinez Corrêa, atua em Todo Anjo É Terrível, de Ketti Frings, e Quatro Num Quarto, de Valentin Kataev, direção de Maurice Vaneau, ambos produções do Oficina, em 1962. Seu primeiro grande sucesso surge no ano seguinte, como o Piotr, de Pequenos Burgueses, de Máximo Gorki, mais uma encenação de José Celso cheia de méritos, que lhe vale o Molière. Em 1964, novo triunfo e novo prêmio, como Andri, de Andorra, texto de Max Frisch. Nas sucessivas remontagens de espetáculos que a companhia faz, seja para manter o cartel ou motivado pelo incêndio que destrói a sala do Oficina em 1966, Borghi tem a oportunidade de experimentar diversos papéis em linguagens múltiplas.
Sua consagração vem em 1967, vivendo com debochada irreverência o usurário Abelardo I de O Rei da Vela, texto de Oswald de Andrade (1890 - 1954) convertido em manifesto tropicalista por José Celso Martinez Corrêa, arrebatando os prêmios Molière e Associação Paulista de Críticos Teatrais - APCT, de melhor ator. Como o Papa, na notável encenação de José Celso para Galileu Galilei, de Bertolt Brecht, em 1968, o ator encontra novo destaque; potencializado após assumir o papel-título, substituindo Cláudio Corrêa e Castro, protagonista da primeira versão.
Na última grande realização da companhia nos anos 1960, divide com Othon Bastos a maior parte das cenas de Na Selva das Cidades, onde o jovem Bertolt Brecht exercita uma dramaturgia expressionista cheia de fúria e desregramento. Nesse espetáculo de 1969, Borghi atinge o cume do estrelato, vigoroso exercício de um ator generoso e comprometido com as desnorteantes propostas da encenação de José Celso.
Renato convida e recebe o grupo Lobos e o Living Theatre, que trabalham com o Oficina, agora reformulado em sua estrutura, em 1970. Integra a longa excursão denominada Saldo para o Salto, percorrendo o país em remontagens de sucessos do grupo que resulta na criação coletiva Gracias, Señor. Apresentada em 1972 no Rio de Janeiro e São Paulo, a peça enfrenta problemas com a Censura. Com novas reformulações na equipe, surge, ainda em 1972 As Três Irmãs, de Anton Tchekhov, última tentativa de José Celso de conciliar propostas díspares sobre o palco. No meio da temporada, ao final de uma sessão, Renato anuncia à plateia que está saindo do grupo, num rompimento irreversível.
Junto com Esther Góes, sua mulher, participa da encenação de Frank V, de Dürrenmatt, em 1973, direção de Fernando Peixoto, num projeto de Maurício e Beatriz Segall de reanimarem o combalido Theatro São Pedro. Na seqüência, ele e Esther Góes fundam o Teatro Vivo, com a realização de O Que Mantém um Homem Vivo?, colagem de textos e canções de Bertolt Brecht, com direção de Borghi e José Antônio de Souza. Em 1975, associando-se a Miriam Mehler, dirige Absurda Pessoa, texto de Alan Ayckbourn, com expressivo resultado.
Como ator, integra os elencos de Castro Alves Pede Passagem, texto e direção de Gianfrancesco Guarnieri, 1971, e Um Grito Parado no Ar, do mesmo autor, com direção de Fernando Peixoto, 1973, produções da Othon Bastos Produções Artísticas. Seguem-se diversas atuações, em espetáculos comprometidos com a resistência: Murro em Ponta de Faca, de Augusto Boal, dirigido por Paulo José, 1978; Calabar, de Chico Buarque e Ruy Guerra, 1980; e Pegue e Não Pague, de Dario Fo, encenação de Guarnieri, 1982.
No papel-título de Édipo Rei, de Sófocles, volta a ser premiado, agora com o Associação Paulista de Críticos de Artes - APCA, de melhor ator de 1982, apoiado na sensível direção de Marcio Aurelio, contracenando com a Jocasta de Ítala Nandi, antiga companheira do Oficina. Dois vaudevilles bem armados entram em seu currículo: Com a Pulga Atrás da Orelha, de Georges Feydeau, em 1984, e O Amante de Madame Vidal, de Louis Verneuil, em 1988, ambos dirigidos por Gianni Ratto.
Cedendo a uma antiga paixão dedicada à cantora Dalva de Oliveira, Borghi escreve, juntamente com João Elíseo Fonseca, o musical A Estrela Dalva, consagradora montagem estrelada por Marília Pêra, em 1987. No mesmo ano, em São Paulo, lança seu texto Lobo de Ray-Ban, enfocando a crise de um casal de atores, aproveitando sua larga vivência nos bastidores do meio teatral. A encenação de José Possi Neto, onde se degladiam Christiane Torloni e Raul Cortez, permanece dois anos em cartaz pelo Brasil, e atribui a Borghi os prêmios Molière, Mambembe, APCA e Apetesp de melhor autor. Em 1989, é novamente premiado com o Apetesp pelo texto Decifra-me ou Devoro-te, encenado por Roberto Lage. Em 1992, atua em Rancor, de Otávio Frias Filho, com Sérgio Mamberti e Bete Coelho.
É dirigido por Bete, em Pentesileias, texto de Daniela Thomas inspirado em Heinrich von Kleist, em 1994. No ano seguinte, funda o Teatro Promíscuo, com o ator e diretor Elcio Nogueira Seixas, realizando os seguintes espetáculos: Senhora do Camarim, texto de Borghi, 1995; Édipo de Tabas, de Sófocles e Sêneca, 1996; Tio Vânia, de Anton Tchekhov, direção de Nogueira Seixas, 1998; A Vida de Galileu Galilei, de Bertolt Brecht, direção de Cibele Forjaz, 1998; divide o palco com Tônia Carrero em Jardim das Cerejeiras, de Anton Tchekhov, 2000, direção de Nogueira Seixas.
Em 2002 organiza e atua na Mostra de Dramaturgia Contemporânea do Teatro Popular do Sesi - TPS, ao lado de Elcio Nogueira Seixas, Luah Guimarães e Débora Duboc, apresentando 15 peças curtas, panorama dos dramaturgos paulistas da década de 1990, em que se destaca em Três Cigarros e a Última Lasanha, de Fernando Bonassi e Victor Navas, com direção de Débora Dubois.
Sobre suas virtudes como intérprete, na consagradora criação de Abelardo I de O Rei da Vela, salienta o estudioso Armando Sérgio da Silva: "Renato, por sua vez, no seu desempenho incorporou muitas características do político paulista Ademar de Barros, mas como era uma personagem dentro do circo, ele foi buscar inspiração no velho palhaço mais conhecido do grande público, Abelardo Barbosa, o 'Chacrinha'. É sabido o fato de que Renato passou semanas assistindo a programas de TV, revistas, chanchadas brasileiras, para compor sua personagem. Daí resultando a crítica feita por Luiza Barreto Leite sobre seu trabalho: Renato Borghi está absoluto. diverte-se, divertindo a plateia, com o rasgar das próprias entranhas, com o expor das próprias vísceras, com o prazer sádico que só Oswald em pessoa teria empregado".

## Filmografia

### Na televisão
| Ano  | Título                      | Personagem            | Emissora          |
| ---- | --------------------------- | --------------------- | ----------------- |
| 1966 | Ninguém crê em mim          | Tonga                 | TV Excelsior      |
| 1973 | A volta de Beto Rockfeller  | Adamastor             | Rede Tupi         |
| 1978 | Roda de Fogo                | Bogo                  | Rede Tupi         |
| 1979 | O Todo Poderoso             | Dudu                  | Rede Bandeirantes |
| 1982 | Música ao longe             |                       | TV Cultura        |
| 1982 | As cinco panelas de ouro    | Dadau Prates          | TV Cultura        |
| 1983 | Vida Roubada                | Juca                  | SBT               |
| 1983 | Fernando da Gata            |                       | TV Globo          |
| 1984 | Joana                       | Caetano               | Rede Manchete     |
| 1985 | Antônio Maria               | Fernando Nobre        | Rede Manchete     |
| 1986 | Dona Beija                  | Fortunato             | Rede Manchete     |
| 1986 | Mania de Querer             | Getúlio               | Rede Manchete     |
| 1989 | Cortina de Vidro            | Ricardo               | SBT               |
| 1995 | As Pupilas do Senhor Reitor | João da Esquina       | SBT               |
| 1998 | A História de Ester         | Hamã                  | RecordTV          |
| 2000 | Marcas da Paixão            | Zé Biriba             | RecordTV          |
| 2001 | O Direito de Nascer         | Ramiro                | SBT               |
| 2001 | A Turma do Pererê           | Seu Neném             | TV Brasil         |
| 2005 | Mad Maria                   | Rui Barbosa           | TV Globo          |
| 2006 | Bang Bang                   | Ernest                | TV Globo          |
| 2007 | Sítio do Picapau Amarelo    | Elias                 | TV Globo          |
| 2009 | Malhação                    | Dr. Lemgruber         | TV Globo          |
| 2018 | Se Eu Fechar os Olhos Agora | Francisco Andrade     | TV Globo          |
| 2022 | Independências              | Paulo Fernandes Viana | TV Cultura        |

### No cinema
| Ano  | Título                      | Personagem         |
| ---- | --------------------------- | ------------------ |
| 1971 | Prata Palomares             | Padre              |
| 1982 | O Homem do Pau-brasil       | Líder Proletário   |
| 1982 | O Rei da Vela               | Abelardo I         |
| 1986 | Brás Cubas                  |                    |
| 1990 | Corpo em Delito             | Diderot            |
| 1992 | Sua Excelência, o Candidato | Orlando            |
| 1994 | A Causa Secreta             |                    |
| 1997 | A Grande Noitada            | O bêbado           |
| 2002 | Lost Zweig                  | Getúlio Vargas     |
| 2003 | O Vestido                   | Seu Pequeno        |
| 2004 | Cabra-cega                  | Chefe              |
| 2006 | Os Desafinados              | Cônsul Carlos José |
| 2009 | Estado Senil                |                    |
| 2013 | Jogo das Decapitações       | Jacques            |
| 2017 | A Comédia Divina            | Avô                |

### No teatro
- 1958 Chá e Simpatia - de Robert Anderson
- 1959 A Incubadeira - de José Celso M. Corrêa
- 1959 A Engrenagem - de Jean-Paul Sartre
- 1961 A Vida Impressa em Dólar - Clifford Odetts
- 1962 Todo Anjo É Terrível - de Ketti Frings
- 1962 Quatro Num Quarto - de Valentin Kataev
- 1963 Pequenos Burgueses - de Máximo Gorki
- 1964 Andorra - de Max Frisch
- 1967 O Rei da Vela - de Oswald de Andrade
- 1968 Galileu Galilei - de Bertolt Brecht
- 1969 Na Selva das Cidades - de Bertolt Brecht
- 1971 Gracias Señor - Criação coletiva
- 1972 As Três Irmãs - de Anton Tchekhov
- 1973 O que Mantém o Homem Vivo - de Bertolt Brecht - 1.ª montagem
- 1973 Frank V - de Friedrich Dürrenmatt
- 1975 Absurda Pessoa - de Alan Ayckbourn
- 1975 Um Grito Parado no Ar - de Gianfrancesco Guarnieri
- 1976 Castro Alves Pede Passagem - de Gianfrancesco Guarnieri
- 1978 Murro em Ponta de Faca - de Augusto Boal
- 1980 Calabar - de Chico Buarque e Ruy Guerra
- 1982 Pegue e Não Pague - de Dario Fo
- 1983 O que Mantém o Homem Vivo - de Bertolt Brecht - 2.ª montagem
- 1983 Édipo Rei - de Sófocles
- 1984 Com a Pulga Atrás da Orelha - de Georges Feydeau
- 1987 A Estrela Dalva - de Renato Borghi e João Elísio Fonseca
- 1989 Decifra-me ou Devoro-te - de Renato Borghi e José Rubens Siqueira
- 1991 Rei do Brasil - Luis Alberto Abreu
- 1992 Tamara - John Krizanc
- 1992 Rancor - de Otávio Frias Filho
- 1994 Pentesiléias - Daniela Thomas (Adaptação de Kleist)
- 1995 Senhora do Camarim - de Renato Borghi
- 1996 Édipo de Tabas - Adaptação de Édipo de Sófocles e de Sêneca
- 1998 A Vida de Galileu Galilei - de Bertolt Brecht
- 1998 Tio Vânia - de Anton Tchekhov
- 2000 O Jardim das Cerejeiras - Anton Tchekhov
- 2002 Três Cigarros e a Última Lasanha - Fernando Bonassi
- 2004 Borghi em Revista - Élcio Nogueira Seixas
- 2005 Liberdade, Liberdade - Millôr Fernandes e Flávio Rangel
- 2006 Timão de Atenas - Shakespeare
- 2008 Cadela de Vison - Renato Borghi
- 2009 Mãe é Karma - Elias Andreato
- 2011 O Beijo no Asfalto - Nelson Rodrigues
- 2012 Sete Gatinhos - Nelson Rodrigues
- 2013 O Casamento - Johana Albuquerque (Adaptação do romance de Nelson Rodrigues)
- 2013 Azul Resplendor - Eduardo Adrianzén
- 2015 A Gaivota - Anton Tchekhov
- 2016 Fim de Jogo - Samuel Beckett
- 2017 O Rei da Vela - Oswald de Andrade (50 anos)
- 2018 Romeu e Julieta 80 - William Shakespeare
- 2018 Molière - Sabina Berman
- 2019 Fim - Rafael Spregelburd
- 2022 O que Mantém o Homem Vivo - de Bertolt Brecht - 3.ª montagem[8]

## Prêmios
- 1967 -  Prêmios Molière de melhor Ator - O Rei da Vela
- 1967 - Prêmio APCT de Melhor Ator - O Rei da Vela
- 1982 - Troféu APCA  de Melhor Ator -  Édipo Rei
- 1987 -  Prêmios Molière de Melhor Autor -  O Lobo de Ray-Ban
- 1987 - Prêmio Mambembe de Melhor Autor -  O Lobo de Ray-Ban
- 1987 -  Troféu APCA de Melhor Autor - O Lobo de Ray-Ban
- 1987 - Prêmio Apetesp de Melhor Autor -  O Lobo de Ray-Ban
- 1989 -  Prêmio Apetesp de Melhor Autor - Decifra-me ou Devoro-te
- 2002 -  Prêmio Shell na Categoria especial -  pela Mostra de Dramaturgia Contemporânea
- 2002 - Troféu APCA na Categoria especial -  pela Mostra de Dramaturgia Contemporânea
- 2010 - Prêmio Villanueva (cuba) - de melhor Ator - Três Cigarros e a Última Lasanha
- 2017 - Troféu APCA de Melhor Ator - O Rei da Vela[9]

### Indicações
- 2003 -  Prêmio Shell de Melhor Ator - Três Cigarros e a Última Lasanha
- 2004 - Prêmio Shell na Categoria especial - pelo projeto e pesquisa de "Borghi em Revista"[10]